# Сезон полювання: Байки з лісу
«Сезон полювання: Байки з лісу» (англ. Open Season: Scared Silly; також відомий як «Сезон полювання 4») — американський комп'ютерно-анімаційний пригодницько-комедійний фільм, знятий Девідом Фейссом. Він є четвертою частиною однойменної серії і продовженням фільмів «Сезон полювання» (2006), «Сезон полювання 2» (2008), «Сезон полювання 3» (2010). Прем'єра стрічки в Україні відбулась 2 червня 2016 року. Фільм розповідає про оленя Еліота та його друзів, які разом намагаються відучити ведмедя Буга боятися всього на світі.

## Озвучування
- Донні Лукас — Буг
- Вілл Таунсенд — Еліот / Сосиска / Інші
- Мелісса Штурм — Жизель / Інші
- Браян Драммонд — Ієн / Райлі / Інші

## Виробництво
Про початок виробництва фільму було оголошено в червні 2015 року.